# Henry Koto
Henry Koto (Islas Salomón, 28 de septiembre de 1972) es un exfutbolista y entrenador de fútbol de Islas Salomón que jugaba en la posición de centrocampista.

## Carrera

### Club
| Periodo   | Club                  |
| --------- | --------------------- |
| 1997-2002 | Laugu United          |
| 2003      | Koloale FC            |
| 2004-2005 | East Harbour Strikers |
| 2006-2011 | Koloale FC            |

### Selección nacional
Jugó para Islas Salomón en 11 ocasiones de 1997 a 2002 y anotó un gol; el cual fue en la victoria por 5-1 sobre Islas Cook en Papeete el 21 de junio de 2000 por la Copa de las Naciones de la OFC 2000.

### Entrenador
| Periodo   | Club                |
| --------- | ------------------- |
| 2008-2009 | Islas Salomón playa |

## Logros
- S-League (2): 2008/09, 2010/11
- Liga de Honiara (1): 2008/09